# Tigres de Victoriaville
 (août 2023).
Si vous disposez d'ouvrages ou d'articles de référence ou si vous connaissez des sites web de qualité traitant du thème abordé ici, merci de compléter l'article en donnant les références utiles à sa vérifiabilité et en les liant à la section « Notes et références ».
Les Tigres de Victoriaville sont une franchise de hockey sur glace qui évolue dans la Ligue de hockey junior Maritimes Québec depuis la saison 1987-1988. Basée dans la ville de Victoriaville au Québec, l’équipe joue dans le Colisée Desjardins.

## Histoire
L'équipe des Tigres de Victoriaville résulte d'un déménagement de l'équipe des Chevaliers de Longueuil vers Victoriaville en 1987. 
Vainqueurs de la Coupe du président lors de la saison 2001-2002, les Tigres représentent la Ligue de hockey junior majeur du Québec (LHJMQ) lors du tournoi de la Coupe Memorial en 2002. Ils s'inclinent en finale contre l'Ice de Kootenay.
Ils remportent à nouveau la Coupe du président en 2020-2021 après avoir battu les Islanders de Charlottetown en demi-finale et les Foreurs de Val-d'Or en finale. Ils ne disputent cependant pas la Coupe Memorial 2021 qui est annulée à cause de la pandémie de COVID-19. 

## Logos successifs

Logo de 1987 à 1991
Logo de 1991 à 1999
Logo depuis 1999

## Statistiques
| Saison    | PJ | V  | D  | N | DP | DTB | % V  | BP  | BC  | Pts | Classement                     | Séries éliminatoires       |
| --------- | -- | -- | -- | - | -- | --- | ---- | --- | --- | --- | ------------------------------ | -------------------------- |
| 1987-1988 | 70 | 33 | 31 | 6 | -  | -   | 51,4 | 298 | 293 | 72  | 3e de la division Frank-Dilio  | Éliminés au 2e tour        |
| 1988-1989 | 70 | 41 | 27 | 2 | -  | -   | 60,0 | 320 | 267 | 84  | 4e de la LHJMQ                 | Finalistes                 |
| 1989-1990 | 70 | 42 | 23 | 5 | -  | -   | 63,6 | 314 | 223 | 89  | 1er de la LHJMQ                | Finalistes                 |
| 1990-1991 | 70 | 10 | 59 | 1 | -  | -   | 15,0 | 209 | 436 | 21  | 6e de la division Frank-Dilio  | Non qualifiés              |
| 1991-1992 | 70 | 16 | 52 | 2 | -  | -   | 24,3 | 243 | 388 | 34  | 6e de la division Frank-Dilio  | Non qualifiés              |
| 1992-1993 | 70 | 43 | 26 | 1 | -  | -   | 62,1 | 358 | 296 | 87  | 2e de la division Frank-Dilio  | Éliminés au 2e tour        |
| 1993-1994 | 72 | 17 | 51 | 4 | -  | -   | 26,4 | 261 | 404 | 38  | 6e de la division Frank-Dilio  | Éliminés au 1er tour       |
| 1994-1995 | 72 | 24 | 45 | 3 | -  | -   | 35,4 | 266 | 371 | 51  | 7e de la division Frank-Dilio  | Éliminés au 1er tour       |
| 1995-1996 | 72 | 27 | 41 | 2 | -  | -   | 40,0 | 246 | 289 | 56  | 5e de la division Frank-Dilio  | Éliminés au 2e tour        |
| 1996-1997 | 72 | 43 | 23 | 4 | -  | -   | 64,3 | 293 | 216 | 90  | 1er de la division Frank-Dilio | Éliminés au 2e tour        |
| 1997-1998 | 70 | 40 | 23 | 7 | -  | -   | 62,1 | 274 | 209 | 87  | 2e de la division Robert-Lebel | Éliminés au 1er tour       |
| 1998-1999 | 70 | 34 | 30 | 6 | -  | -   | 52,9 | 275 | 253 | 74  | 3e de la division Robert-Lebel | Éliminés au 1er tour       |
| 1999-2000 | 72 | 27 | 36 | 3 | 6  | -   | 43,8 | 286 | 316 | 63  | 4e de la division Centrale     | Éliminés au 1er tour       |
| 2000-2001 | 72 | 45 | 21 | 3 | 3  | -   | 66,7 | 341 | 269 | 96  | 2e de la division Centrale     | Éliminés au 2e tour        |
| 2001-2002 | 72 | 40 | 25 | 6 | 1  | -   | 60,4 | 287 | 257 | 87  | 2e de la division Centrale     | Vainqueurs                 |
| 2002-2003 | 72 | 38 | 26 | 6 | 2  | -   | 58,3 | 265 | 237 | 84  | 1er de la division Centrale    | Éliminés au 1er tour       |
| 2003-2004 | 70 | 20 | 43 | 5 | 2  | -   | 33,6 | 204 | 295 | 47  | 6e de la division Ouest        | Non qualifiés              |
| 2004-2005 | 70 | 26 | 36 | 4 | 4  | -   | 42,9 | 186 | 254 | 60  | 5e de la division Ouest        | Éliminés au 1er tour       |
| 2005-2006 | 70 | 26 | 42 | - | 1  | 1   | 38,6 | 226 | 302 | 54  | 9e de la division Ouest        | Éliminés au 1er tour       |
| 2006-2007 | 70 | 38 | 25 | - | 3  | 4   | 59,3 | 264 | 240 | 83  | 2e de la division Telus        | Éliminés au 1er tour       |
| 2007-2008 | 70 | 29 | 37 | - | 2  | 2   | 44,3 | 224 | 276 | 62  | 9e de la division Telus        | Éliminés au 1er tour       |
| 2008-2009 | 68 | 32 | 32 | - | 2  | 2   | 50,0 | 219 | 249 | 68  | 3e de la division Telus Centre | Éliminés au 1er tour       |
| 2009-2010 | 68 | 49 | 19 | - | 0  | 0   | 72,1 | 296 | 191 | 98  | 2e de la division Telus Centre | Éliminés au 3e tour        |
| 2010-2011 | 68 | 35 | 29 | - | 1  | 3   | 54,4 | 256 | 240 | 74  | 3e de la division Telus Est    | Éliminés au 2e tour        |
| 2011-2012 | 68 | 44 | 18 | - | 1  | 5   | 69,1 | 311 | 228 | 94  | 2e de la division Telus Est    | Éliminés au 1er tour       |
| 2012-2013 | 68 | 32 | 27 | - | 3  | 6   | 53,7 | 234 | 226 | 73  | 4e de la division Telus Est    | Éliminés au 2e tour        |
| 2013-2014 | 68 | 33 | 27 | - | 5  | 3   | 54,4 | 229 | 219 | 74  | 4e de la division Telus Est    | Éliminés au 1er tour       |
| 2014-2015 | 68 | 27 | 34 | - | 3  | 4   | 44,9 | 248 | 275 | 61  | 6e de la division Telus Est    | Éliminés au 1er tour       |
| 2015-2016 | 68 | 33 | 28 | - | 3  | 4   | 53,7 | 246 | 249 | 74  | 4e de la division Telus Est    | Éliminés au 1er tour       |
| 2016-2017 | 68 | 35 | 25 | - | 6  | 2   | 57,4 | 230 | 231 | 78  | 3e de la division Est          | Éliminés au 1er tour       |
| 2017-2018 | 68 | 42 | 20 | - | 4  | 2   | 66,2 | 270 | 195 | 90  | 2e de la division Est          | Éliminés au 3e tour        |
| 2018-2019 | 68 | 30 | 33 | - | 4  | 1   | 47,8 | 188 | 219 | 65  | 3e de la division Centre       | Éliminés au 2e tour        |
| 2019-2020 | 63 | 26 | 28 | - | 5  | 4   | 48,4 | 190 | 201 | 61  | 3e de la division Centre       | Séries annulées (Covid-19) |
| 2020-2021 | 26 | 16 | 9  | - | 1  | 0   | 63,5 | 99  | 65  | 33  | 3e de la division Est          | Vainqueurs                 |
| 2021-2022 | 68 | 25 | 36 | - | 4  | 3   | 41,9 | 176 | 221 | 57  | 4e de la division Centre       | Non qualifiés              |
| 2022-2023 | 68 | 40 | 20 | - | 2  | 6   | 64,7 | 244 | 190 | 88  | 2e de la division Centre       | Éliminés au 1er tour       |
| 2023-2024 | 68 | 43 | 20 | - | 4  | 1   | 66,9 | 263 | 218 | 91  | 2e de la division Centre       | Éliminés au 3e tour        |
| 2024-2025 | 64 | 17 | 43 | - | 1  | 3   | 29,7 | 166 | 315 | 38  | 4e de la division Centre       | Non qualifiés              |

## Entraîneurs successifs
Voici la liste des anciens entraîneurs de l'équipe.[réf. nécessaire]
- Guy Chouinard : 1987-1988
- Gilbert Perreault : 1988-1989
- Yves Lambert : 1988-1994
- Guy Chouinard : 1989-1990
- Gilbert Perreault : 1990-1991
- Pierre Aubry : 1991-1993
- Alain Chainey : 1992-1993
- Jean Hamel : 1994-1996
- Alain Rajotte : 1995-2000
- Mario Durocher : 1996-1997
- Pierre Roux : 1999-2000
- Mario Durocher : 2000-2002
- Judes Vallée : 2002-2004
- Stephan Lebeau : 2004-2006
- Martin Bernard : 2006-2008
- Yanick Jean : 2008-2014
- Bruce Richardson : 2014-2016
- Éric Veilleux : mai à juillet 2016
- Louis Robitaille : 2016-2020
- Carl Mallette : 2020-2025
- Simon Olivier : Depuis le 4 juin 2025

## Numéros retirés
- 4 - Danny Groulx
- 10 : Matthew Lombardi
- 16 - Yves Racine
- 29 : Stéphane Fiset
- 32 : Mathieu Garon
- 42 : Phillip Joseph Stock
- 77 : Réginald Savage
- 91 : Alexandre Daigle
- 97 : Carl Mallette